# Prettin-Annaburger Kleinbahn T 1
Der Triebwagen KAP T 1 war ein Fahrzeug der Prettin-Annaburger Kleinbahn.
Er wurde beschafft, da sich auf der kurzen Distanz der Verkehr mit Dampflok und Wagen als unwirtschaftlich erwies. Der Triebwagen KAP T 1 gilt als eines der ersten Fahrzeuge der so genannten Wettiner Triebwagen aus der Produktion der Gottfried Lindner AG in Ammendorf. Er erhielt bei der Kleinbahnabteilung des Provinzialverbandes Sachsen später die Bezeichnung T 5. Der Triebwagen wurde 1949 von der Deutschen Reichsbahn übernommen und als VT 135 534 bezeichnet. Ab 1970 erhielt er die EDV-Bezeichnung 186 023-8. Das Fahrzeug war bis in die 1970er Jahre aktiv und wurde 1976 ausgemustert. Es ist heute nicht mehr vorhanden.

## Geschichte
Nachdem die ersten Kleinen Wettiner bei Bahnen der Kleinbahnabteilung des Provinzialverbandes Sachsen gute Ergebnisse erzielten, wollten andere Privatbahnen Triebwagen dieser Konfiguration bestellen, um einen wirtschaftlichen Betrieb durchzuführen.
Die Weiterbeschaffung verzögerte sich zunächst, da sich die Kleinbahnabteilung und der Hersteller nicht über den Preis für die Fahrzeuge einigen konnten. Erst nach weiteren Verhandlungen wurde eine Einigung mit der Firma Lindner in Ammendorf erzielt. Um die Patentrechte der Waggon- und Maschinenbau Görlitz nicht zu verletzen, mussten die Fahrzeuge anders gestaltet werden. Das betraf Bereiche der Innengestaltung, der Frontpartie und des Dachbereiches.
1935 benutzten nur noch 17.000 Reisende die Züge auf der etwa zwölf Kilometer langen Kleinbahn. Das brachte der Kleinbahn Verluste, die durch die niedrigeren Betriebskosten des T 1 und der folgenden Reduzierung der Tarife wieder ausgeglichen werden konnten.
Nach Verstaatlichung der Bahn wurde er ab 1949 als VT 135 534 bezeichnet und bis 1955 weiter auf seiner alten Stammstrecke eingesetzt. Das Betriebsbuch des Fahrzeuges ist erhalten geblieben. Der Einsatz des Fahrzeuges erfolgte hauptsächlich vom Betriebswerk Salzwedel aus.
Bis 1961 wurde das Fahrzeug im Ausbesserungswerk Dessau unterhalten (sieben Aufenthalte von bis zu sieben Monaten Dauer), danach wurde es im Ausbesserungswerk Wittenberge ausgebessert (fünf Aufenthalte mit bis zu drei Monaten Dauer). Ab 1963 wurden oftmals für die Leistungen die Schienenbusse VT 2.09 eingesetzt.
Nach 1970 wurde der Triebwagen als 186 023-8 bezeichnet, 1976 ausgemustert und im gleichen Jahr im Ausbesserungswerk Wittenberge verschrottet.

## Konstruktive Merkmale
Der Triebwagen gehörte zu einer Serie für die Kleinbahnen in der Provinz Sachsen, von denen die Waggon- und Maschinenbau Görlitz (WUMAG) in Görlitz 1933 die Konstruktion erstellt hatte. Dieses Fahrzeug war eines von vier, die von Lindner in Ammendorf gebaut wurden. Äußerlich lassen sich die Fahrzeuge von Lindner von denen der WUMAG durch die andere Dachform und die Frontleuchten unterscheiden.
Das Untergestell und das Kastengerippe, das außen mit 1,5 mm starkem Blech verkleidet war, bestanden aus elektrisch verschweißten Baustahlprofilen. Konstruiert waren die Fahrzeuge als Einzelfahrzeuge. Deshalb besaßen sie anfangs keine Zug- und Stoßvorrichtung. Für den Beiwagenbetrieb wurden sie später mit leichter Zug- und Stoßeinrichtung versehen. Als Bremseinrichtung hatten sie eine einlösige Bremse der Bauart Knorr, die für einen Beiwagenbetrieb vorgesehen war. Gebremst wurden die Achsen nur einseitig. Gesandet wurde die Antriebsachse. Die Inneneinrichtung unterteilte sich in das Fahrgastabteil und die beiden Führerstände. Diese waren durch Trennwände und Drehtüren voneinander getrennt. Der Fußboden bestand aus Kiefernholz, das mit Linoleum belegt war. Über Klappen im Fußboden konnte die Maschinenanlage gewartet werden. Das Fahrzeug besaß 37 gepolsterte Sitzplätze mit Armlehnen, zur damaligen Zeit eine Verbesserung des Reisekomforts. Auf Grund der kurzen Streckenlänge wurde auf eine Toilette verzichtet.
Angetrieben wurde das Fahrzeug von einem Vierzylinder-Viertakt-Dieselmotor OM 65 von Mercedes-Benz. In den 1950er Jahren wurde der verschlissenen Originalmotor durch einen Austauschmotor aus dem Kombinat Industrieverband Fahrzeugbau (IFA) ersetzt. Die Kraftübertragung erfolgte über das Mylius-Getriebe und ein Achswendegetriebe, das mit einer Drehmomentenstütze versehen war. Beheizt war das Fahrzeug über eine Warmwasserheizung, die so ausgelegt war, dass das Innere des Wagens bei −20 °C Außentemperatur auf +20 °C beheizt werden konnte.